# Маленький герой
Маленький герой (англ. A Little Hero) — американська короткометражна кінокомедія Мака Сеннета 1913 року з Мейбл Норманд в головній ролі.

## Сюжет
Мейбл має канарейку, крихітну собаку і кішку. Кіт хоче з'їсти канарейку, але собака заступається за неї.

## У ролях
- Мейбл Норманд — Мейбл
- собака Тедді — собака
- кіт Пеппер — кіт
- Рей Кларк — незначна роль